# Manrique Larduet
Manrique Larduet Bicet (Santiago di Cuba, 10 luglio 1996) è un ginnasta cubano.

## Palmarès

### Mondiali
- 2 medaglie:
  - 1 argento (Glasgow 2015 nel concorso individuale)
  - 1 bronzo (Glasgow 2015 nella sbarra)

### Giochi panamericani
- 4 medaglie:
  - 1 oro (Toronto 2015 nel volteggio)
  - 2 argenti (Toronto 2015 nel concorso individuale; Toronto 2015 nelle parallele simmetriche)
  - 1 bronzo (Toronto 2015 negli anelli)

### Campionati panamericani
- 6 medaglie:
  - 2 ori (San Juan 2013 nel volteggio; San Juan 2013 nelle parallele simmetriche)
  - 4 argenti (San Juan 2013 nel corpo libero; Mississauga 2014 nel concorso individuale; Mississauga 2014 nelle parallele simmetriche; Mississauga 2014 nella sbarra)